# 東明寺 (久喜市)
東明寺（とうみょうじ）は、埼玉県久喜市にある浄土宗の寺院。

## 歴史
徳川家光の時代（1623年 - 1651年）、還蓮社往誉によって開山された。ただ当寺には応長・観応年間（1311年 - 1352年）の板石塔婆があることから、14世紀前半より何らかの形で寺が存在していた可能性がある。
本堂の前には「開山堂」と呼ばれる堂宇があり、開山の還蓮社往誉上人の木像が安置されている。

## 交通アクセス
- 路線バス東明寺前停留所より徒歩1分。